# Steve House
Steve House (4 de agosto de 1970) es un escalador profesional y guía de montaña estadounidense proveniente de La Grande, Oregón, y ganador de un Piolet de Oro.

## Biografía
House obtuvo un título universitario en ecología de The Evergreen State College en 1995.  Desde 1999, ha trabajado como guía certificado de montaña de la Unión Internacional de Asociaciones de Guías de Montaña (UIAGM), y es el séptimo guía de la Asociación Americana de Guías de Montaña (AMGA) en completar la certificación.
House ha trabajado como guía para Exum Mountain Guides, el American Alpine Institute, y North Cascades Mountain Guides.  Actualmente trabaja de manera independiente y reside en Oregon Central, cerca de Bend. Su principal trabajo es como embajador de la compañía fabricante de ropa técnica para actividades al aire libre, Patagonia, donde trabaja tanto con marketing como con diseño, desarrollo y prueba de productos. House ha sido embajador de Patagonia desde 1999.
Ha sido llamado por Reinhold Messner "el mejor escalador actual de altitud del mundo."
El 25 de marzo de 2010, mientras escalaba de primero en el Mount Temple, House cayó aproximadamente 25 metros. Se fracturó seis costillas en diferentes lugares, sufrió un colapso en su pulmón derecho, se fracturó la pelvis en dos lugares y varias vértebras de su columna vertebral. Actualmente se encuentra en recuperación y entrenando para nuevas escaladas.

## Escalada alpina
House es un defensor de la escalada en estilo alpino, que implica viajar ligero y con poco equipo, así como no dejar ninguna clase de equipo en la montaña. Cuando el equipo ruso ganó el 14.º Piolet d'Or en 2004 por su ascenso a la cara norte del Jannu, House criticó al equipo por haber empleado meses en la escalada de la pared, usando cuerda fija y dejando 77 cuerdas abandonadas en la montaña.
Su libro Beyond the Mountain obtuvo en 2009 el premio de literatura de montaña Boardman Tasker Prize.

## Escaldas notables
- 2000: Directa Eslovaca, Mount McKinley, Alaska Range, Alaska con Mark Twight y Scott Backes, una escalada rápida llevada a cabo en 60 horas sin parar.[6]
- 2003 The Talkeetna Standard, Eye Tooth, Alaska Range, Alaska, USA; FA V 5.9 WI5 1000m con Jeff Hollenbaugh[7]
- 2003 Roberts-Rowell-Ward Route, Mt. Dickey, Alaska Range, Alaska, USA; segundo ascenso VI 5.9 A2 1675m con Jeff Hollenbaugh[7]
- 2004 Southwest Face, K7, Charakusa Valley, Karakorum, Pakistán (segundo ascenso a la montaña, primer ascenso de la ruta) (VI 5.10a M6 A2 80 grados, 2400m), solo.  Por este ascenso, ganó el People's Award del 14o Piolet d'Or.[8]
- 2005 Pilar Central de la Pared Rupal, (4100m, M5 X, 5.9, WI4), 1-8 de septiembre, en el Nanga Parbat, Pakistán, con Vince Anderson.  Completada en poco más de una semana (un tiempo muy corto en comparación con muchas grandes escaladas alpinas), la escalada les valió a él y a Anderson el Piolet d'Or.  El relato de Steve House fue publicado en Alpinist Magazine-Issue 16 Archivado el 13 de marzo de 2007 en Wayback Machine., en el cual describe el ascenso como la culminación de "años de viaje tanto físico como psicológico."
- 2007 House-Haley (WI5 M7 1750m), Emperor Face, Mount Robson (3956m), Canadian Rockies, Alberta, Canadá.  Primer ascenso de la ruta con Colin Haley, 25–27 de mayo de 2007.[9]
- 2007 K7 West (6858m), Charakusa Valley, Karakorum, Pakistán. Primer ascenso de la montaña con Vince Anderson y Marko Prezelj.[10]
- 2008 House-Anderson (WI5+ M8 R/X, 1000m), North Face, Mount Alberta (3619m), Canadian Rockies, Alberta, Canadá. Primer ascenso de la ruta con Vince Anderson, 26–28 de marzo de 2008[11]